# Béguinage Saint-Alexis de Termonde
Le béguinage Saint-Alexis (Sint-Alexiusbegijnhof en néerlandais) est un béguinage situé à Termonde dans la province de Flandre-Orientale en Belgique et qui fut fondé à la fin du XIIIe siècle.
Ce béguinage constitué d'une plaine entourée de 61 maisons date de 1288.

## Localisation
Le béguinage Saint-Alexis se situe dans la partie sud du centre-ville de Termonde, nettement plus au sud que l'église Notre-Dame, la Grand-Place et l'Hôtel de ville.
Il se dresse à l'ouest de l'église Saint-Gilles, aux numéros 36-38 de la rue de Bruxelles (Brusselsestraat) d'où part une petite ruelle qui donne accès au béguinage.
Il forme un triangle bordé par la rue de Bruxelles à l'est, la rue Saint-Roch au nord, l'avenue du Béguinage à l'ouest et la rue du Moulin au sud.

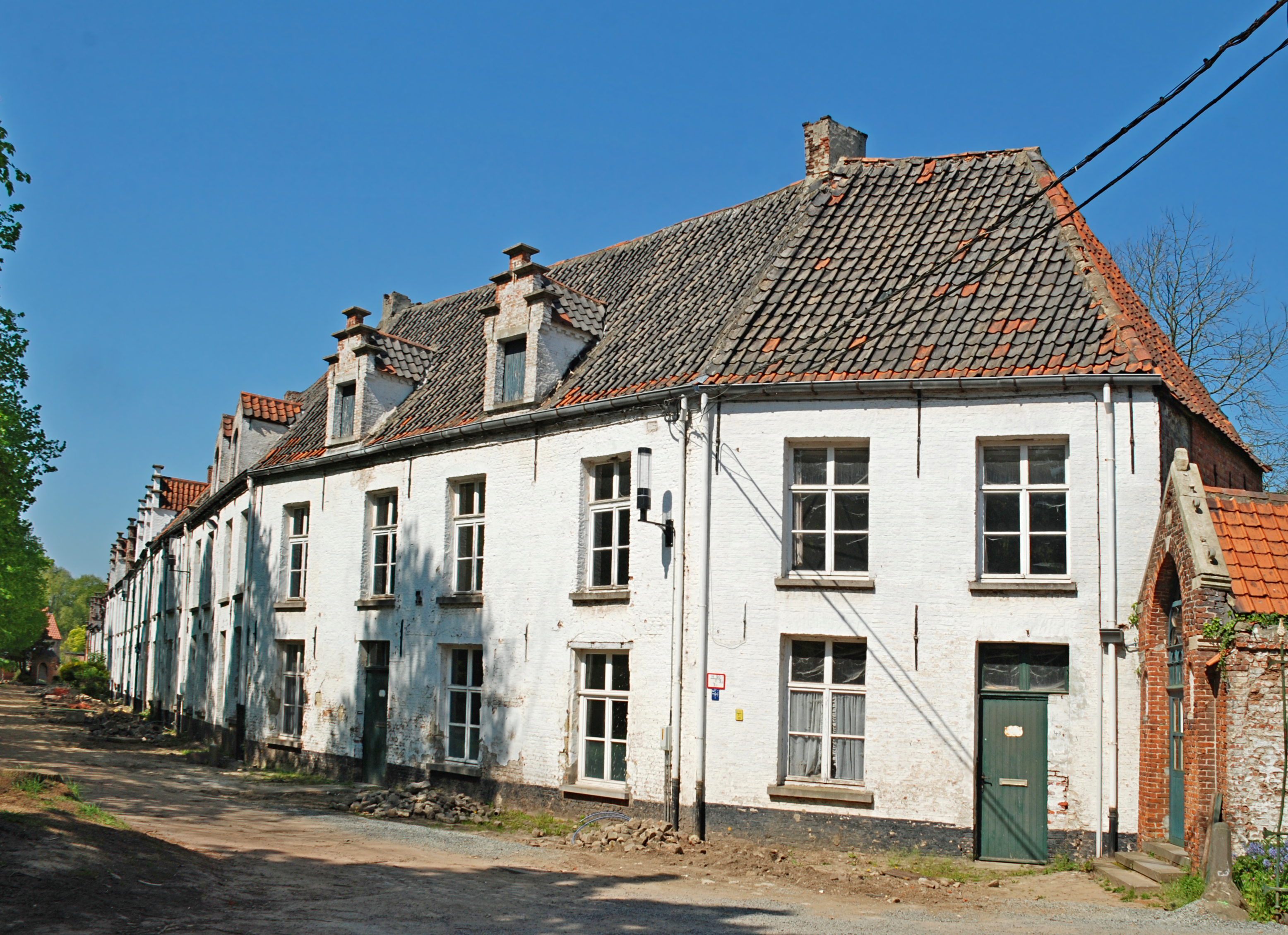
La rangée de maisons blanches qui commence après la ruelle d'accès.

## Historique
L'actuel béguinage Saint-Alexis est le deuxième béguinage de Termonde. Le premier béguinage date du deuxième quart du XIIIe siècle et était situé près de l'ancien hôpital de Saint-Gilles dans une zone très marécageuse,,.
En 1288, les béguines reçoivent l'autorisation de s'installer à l'endroit actuel dans la partie sud de la ville et d'y construire une chapelle,.
Pendant les guerres de religion, entre 1578 en 1584, les béguines doivent quitter le béguinage : l'église est incendiée et de nombreuses maisons sont détruites ou vendues,.
Le béguinage est reconstruit au début du XVIIe siècle.
Durant le XVIIe siècle, le béguinage connaît un nouvel essor et le nombre de béguines remonte à 250 en 1691,,, à comparer avec le nombre de 300 béguines au milieu du XVIe siècle. La plupart des maisons datent de la période 1604-1660 ou du début du XVIIIe siècle.
Au XVIIIe siècle, une petite église de style classique est construite au milieu du béguinage.
À l'époque de la Révolution française, l'institution religieuse que constitue le béguinage est supprimée en 1797, un an après le petit béguinage de Louvain. Les Français l'attribuent en 1800 aux hôpitaux civils (Burgerlijke Godshuizen) : en conséquence, il n'y a en fait plus de béguines, seulement des femmes ordinaires qui continuent de vivre en ces lieux. Ce n'est qu'en 1814 que les béguines ont été autorisées à reprendre leurs vêtements normaux.
Le Béguinage est acheté en 1866 par le baron Frederik van der Brugghen, qui le met à la disposition des béguines contre un loyer annuel. En 1926, ses héritiers offrent l'église, la plaine et 42 maisons à l'association sans but lucratif (ASBL) « Béguinage de Termonde » (Begijnhof van Dendermonde), les maisons du côté ouest étant mises en vente publique.
L'église de style classique, détruite en 1914 au début de la Première Guerre mondiale, est remplacée en 1927-1928 par une église néo-gothique (l'église actuelle) selon les plans de l'architecte A. M. Vossaert, d'Audenarde,,.
La dernière béguine, Ernestine De Bruyne, décède en 1975,.

## Classement
Le béguinage est classé comme site depuis le 30 novembre 1942 sous la référence 8707,.
La chapelle et un certain nombre de maisons de béguines sont classés comme monument historique depuis le 8 septembre 1971 et figurent à l'Inventaire du patrimoine immobilier de la Région flamande sous la référence 125552,. Le classement a été étendu le 30 septembre 1991 à la cour intérieure, au chemin d'accès et à deux pompes en pierre bleue.
Il est par ailleurs inscrit par l'Unesco depuis 1998 sur la liste du patrimoine mondial avec les 13 béguinages les mieux conservés de Flandre,,.

## Description

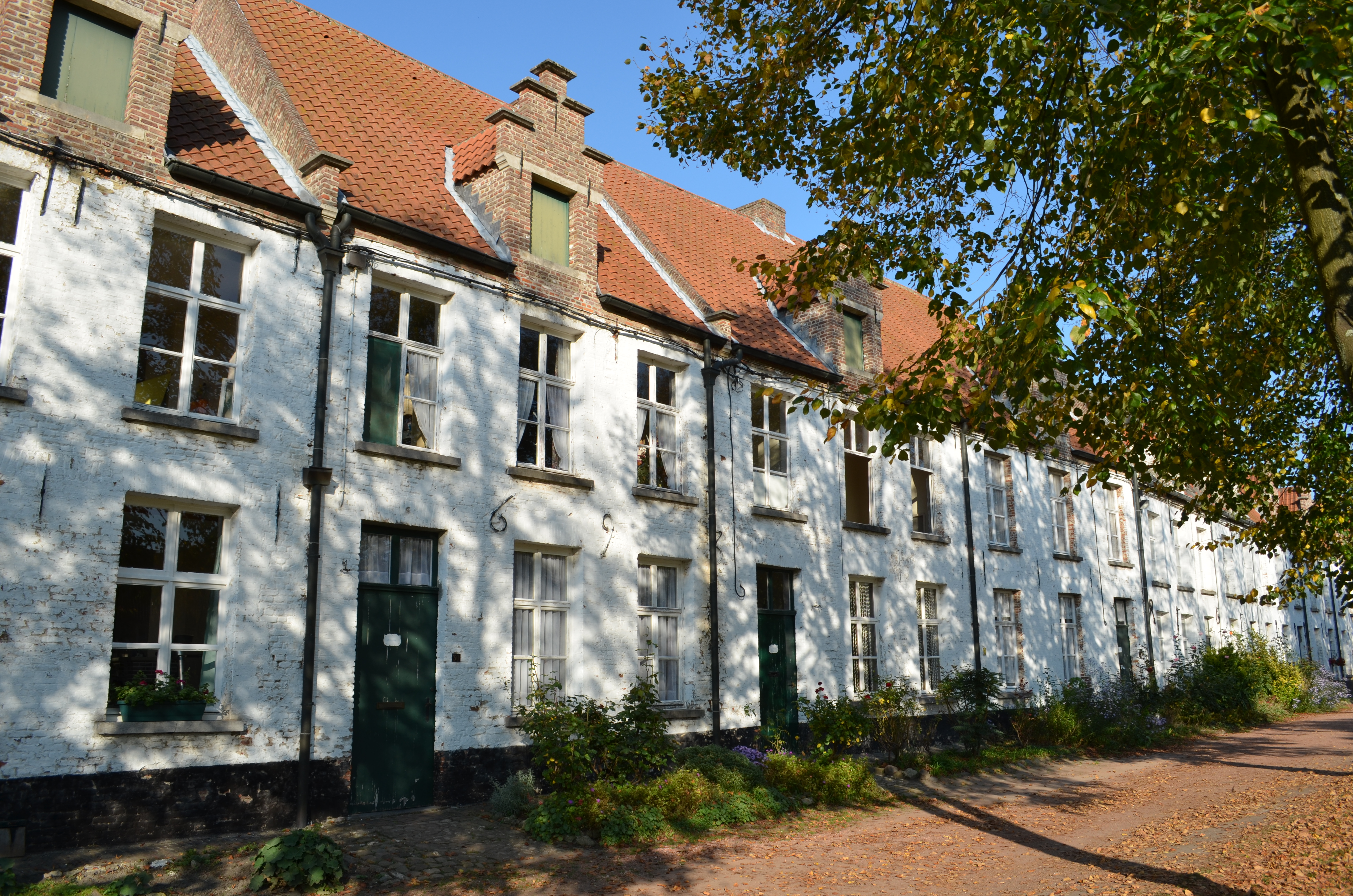
La rangée nord.

Le béguinage Saint-Alexis comporte 61 maisonnettes qui donnent sur un pré dont le centre est occupé par une église,.
Il abrite aujourd'hui le Musée du béguinage, le Musée du folklore et le Centre de documentation historique, qui ont été fondés peu après le décès de la dernière béguine en 1975. 
Le béguinage forme un triangle orienté d'est en ouest, dont le centre est occupé par le pré, des tilleuls et l'église néo-gothique, avec une rangée de maisons peintes en blanc au nord et une rangée de maisons en briques au sud.
À l'origine, le béguinage était isolé du monde extérieur par des fossés et des remparts et ne comportait qu'un portail d'accès. 
La ruelle d'accès venant de la rue de Bruxelles abrite le presbytère, qui se trouve donc en dehors du béguinage proprement dit, et une école. 
Cette ruelle débouchait jadis sur un portail flanqué de deux Portieressenwoningen (maisons des béguines assumant le rôle de portier). Ce portail, rénové en 1609, fut détruit au XIXe siècle et remplacé par une grille. Contre la grille se dresse la petite chapelle Saint-Antoine de 1889 ornée de statuettes de saint Donat et de saint Roch abritées dans de petites niches.
Les maisons du petit côté est (no 2-4) et du côté sud (no 25-22) sont édifiées en briquess brunes avec des bandeaux horizontaux peints en blanc, et une petite lucarne d'accès à gradins au-dessus de la façade.
Les maisons du côté ouest, vendues en 1926, ne font plus partie du béguinage : elles en sont séparées par un mur de briques et leur numérotation s'intègre à celle de l'avenue du Béguinage, située à l'ouest.
Les maisons du côté nord, enfin, forment un bel ensemble homogène de façades blanchies à la chaux sur un soubassement peint en noir, pour la plupart surmontées d'une petite lucarne d'accès à gradins. Certaines maisons arborent des ancres de façade, comme la maison no 28 dont les ancres composent le millésime 1610.

Les maisons blanches du côté nord
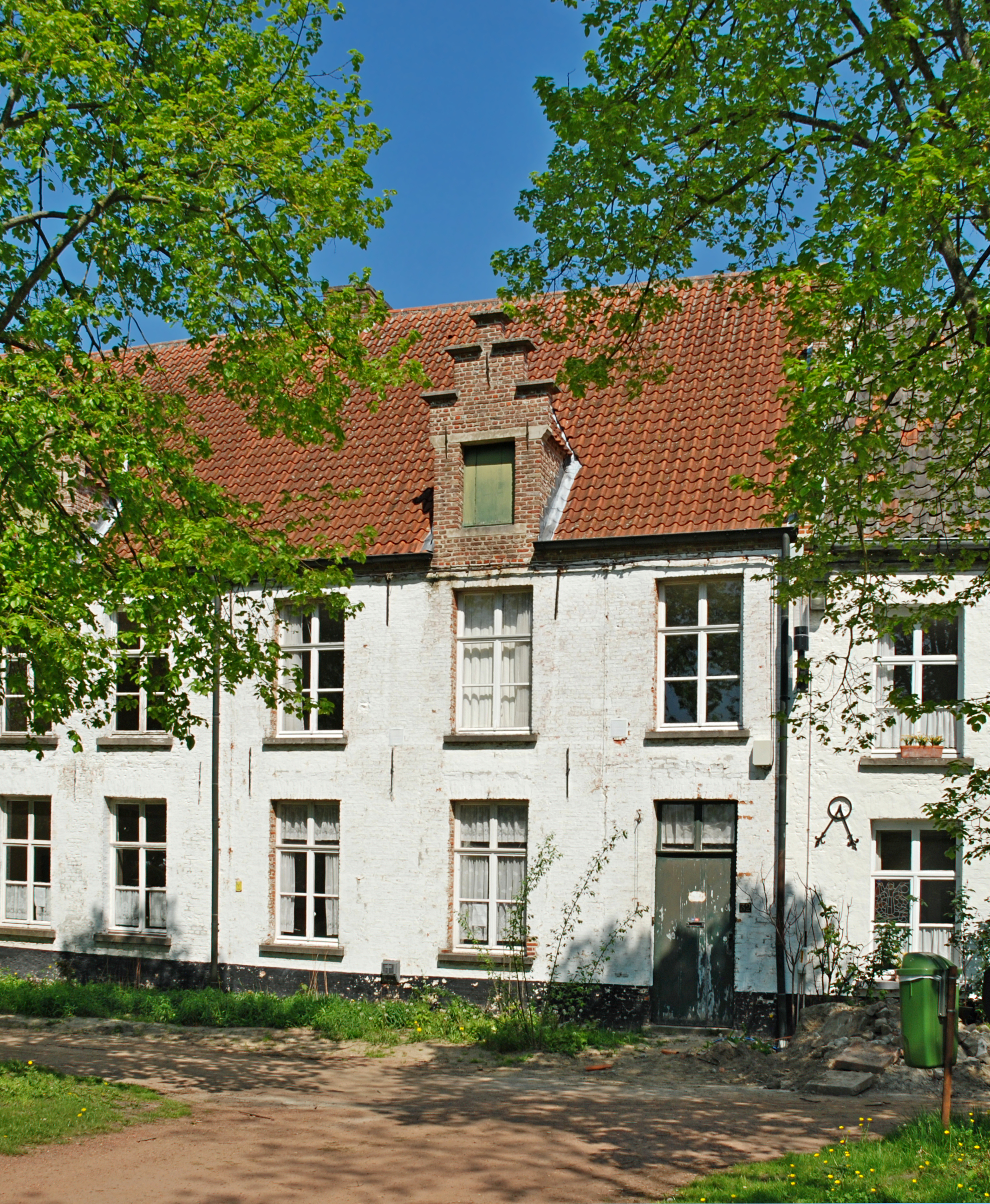
Maison Saint-Willibrord (no 32).
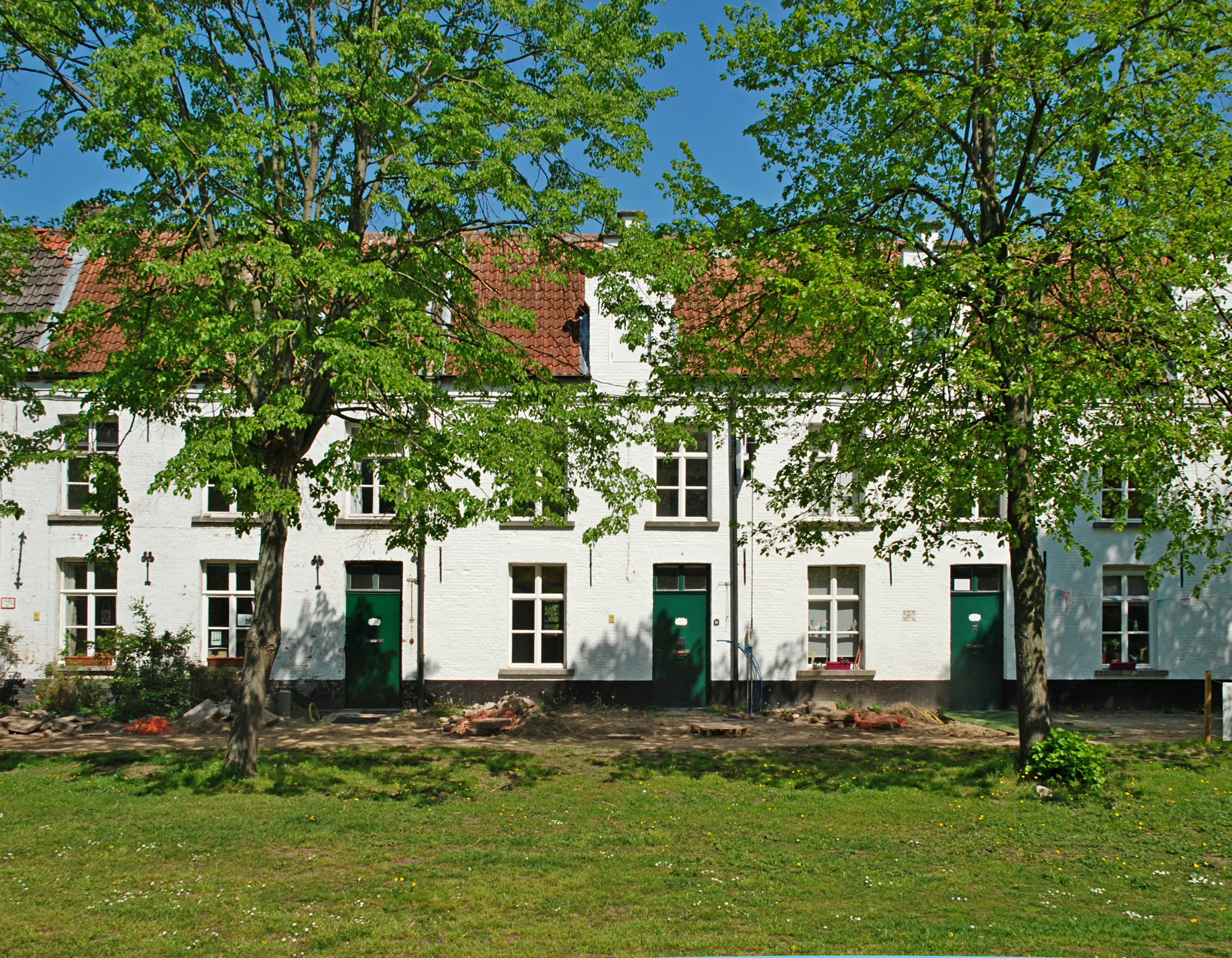
Maison Saint-Ludger (no 36).
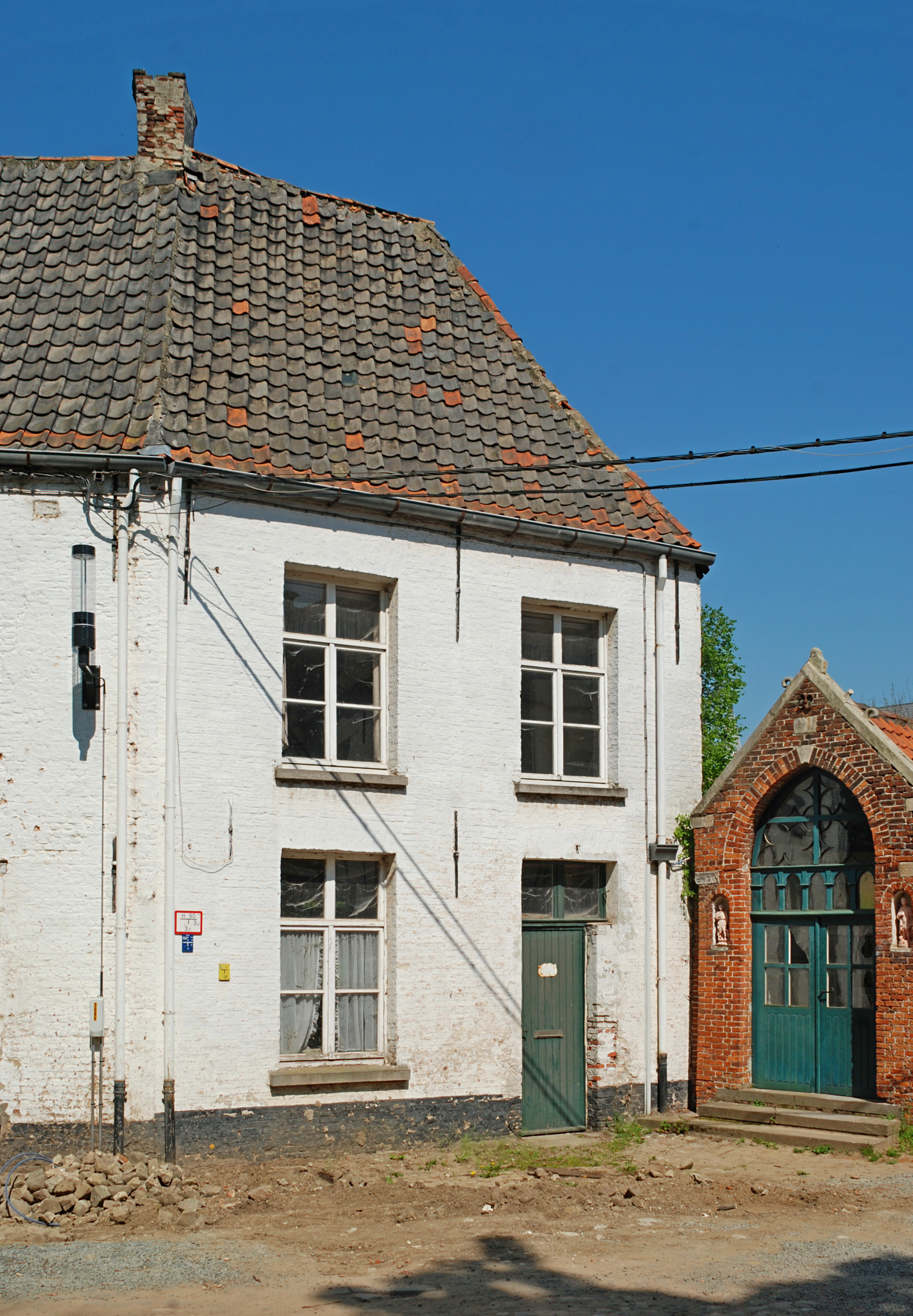
Maison de l'Immaculée Conception (no 43) et chapelle Saint-Antoine.